# 弊傢伙撻錯咗
是法國的喜劇電影，由蘇·亞巴迪執導。
該電影於2017年6月15日在法國上映。

## 演員
| 演員                                 | 角色             | 介紹 |
| 菲力斯·莫亞提 Félix Moati            | 阿爾芒 Armand    |      |
| 金馬妮亞·佐丹娜 Camélia Jordana      | 萊拉 Leila       |      |
| 威廉·歷喬 William Lebghil            | 馬哈茂德 Mahmoud |      |
| 安妮·阿爾瓦羅 Anne Alvaro            | Mitra Yaghmaian  |      |
| 佩賈·馬諾伊洛維奇 Predrag Manojlović | Darius Yaghmaian |      |

## 外部連結
- 互联网电影数据库（IMDb）上《弊傢伙撻錯咗》的资料（英文）
- 爛番茄上《弊傢伙撻錯咗》的資料（英文）
- 豆瓣电影上《弊傢伙撻錯咗》的資料 （简体中文）
- 在香港外語電影資料網上關於《弊傢伙 撻錯咗 （页面存档备份，存于）》的資料（繁體中文）